# Helena Kadare
Helena Kadare (* 1943 in Fier als Elena Gushi) ist eine albanische Schriftstellerin, Drehbuchautorin und Übersetzerin.

## Biografie
Elena Gushi schloss die mittlere Ausbildung in Elbasan ab und studierte albanische Literatur an der Universität Tirana. Anschließend war sie als Journalistin und Redakteurin an einem Verlag angestellt. Zunächst verfasste sie Kurzgeschichten und Erzählungen. Als erste Frau in Albanien schrieb sie im Jahr 1970 den Roman Schwierige Geburt (Një lindje e vështirë). 
Sie war ab Oktober 1963 mit dem albanischen Schriftsteller Ismail Kadare (1936–2024) verheiratet, mit dem sie von Oktober 1990 bis 1999 in Paris lebte. Im Jahr 2002 veröffentlichte sie in dem albanischen Verlag Onufri den Roman Eheleute (Bashkëshortët). Ihr Roman Eine Frau aus Tirana (Një grua nga Tirana) erschien 2009 in deutscher Sprache. Sie übersetzte jeweils ein Buch von Tanizaki Jun’ichirō und von Isaac Bashevis Singer ins Albanische. Die Memoiren Zu wenig Zeit (Kohë e pamjaftueshme. Kujtime) erschienen im Jahr 2010 in Paris in der französischen Sprache Le temps qui manque.
Die Tochter Besiana Kadare, geb. 1972, studierte Literaturwissenschaften an der Sorbonne (Paris IV). Von 2011 bis Sommer 2016 war sie Botschafterin Albaniens in Frankreich. Seit Juni 2016 ist sie Ständige Vertreterin Albaniens bei den Vereinten Nationen und Botschafterin in Kuba.

## Werke

### Romane
- Shuaje dritën Vera!  (Lösche das Licht Vera!). Shtëpia Botonjëse Naim Frashëri, Tirana 1966
- Një lindje e vështirë (Schwierige Geburt). Onufri, Tirana 1970
- Një grua nga Tirana. Onufri, Tirana 1990, ISBN 99927-45-13-4.
  - dt. Übersetzung von Basil Schader: Eine Frau aus Tirana. Residenz Verlag, St. Pölten/Salzburg 2009, ISBN 978-3-7017-1531-2.
- Bashkëshortët (Eheleute). Shtëpia Botuese Onufri, Tirana 2002, ISBN 99927-45-77-0.
- Kohë e pamjaftueshme. Kujtime (Zu wenig Zeit). Onufri, Tirana 2011, ISBN 978-99956-87-51-9.
  - franz. Übersetzung von Artan Kotro: Le temps qui manque. Mémoires. Librairie Arthème Fayard, Paris 2010, ISBN 978-2213638300.

### Drehbücher
- 1978: Nusja dhe shtetërrethimi (Die Braut und der Ausnahmezustand)
  - Nusja dhe shtetërrethimi bei IMDb

### Übersetzungen
- Tanizaki Jun’ichirō: Rrëfim i paturpshëm (Tagebuch eines alten Narren). Doruntina, Tirana 2004
- Isaac Bashevis Singer: Shosha (Schoscha). Shtëpia Botuese Onufri, Tirana 2005